# Kosz dachowy

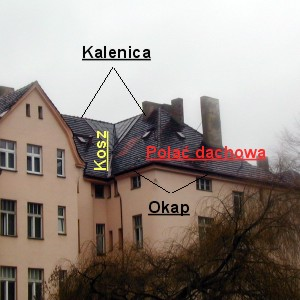
Części dachu

Kosz dachowy – wklęsła krawędź dachu powstająca na przecięciu dwóch połaci dachowych pod kątem rozwartym, wzdłuż tak zwanej linii koszowej.
Jest to miejsce szczególnie narażone na działanie warunków atmosferycznych. Zimą w okolicach kosza najłatwiej gromadzi się śnieg.